# Enzo Nini
Enzo Nini (San Giorgio a Cremano, 29 agosto 1954) è un musicista italiano, attualmente vive a Napoli.
È sassofonista, flautista, compositore, arrangiatore e insegnante.
Insegna Jazz presso il conservatorio "Lorenzo Persi" di Campobasso e si interessa della didattica per l'infanzia per il progetto "Sequoia" presso l'American Studies Centre di Napoli.

## Percorso artistico
Dopo gli studi di flauto classico con Jean Claude e Laurent Masi studia sassofono con Joe Viola, Joe Allard e Andy McGhee frequentando la Berklee College of Music di Boston.
Diventa leader del quartetto jazz Gossip, e della Enzo Nini Rubber Band ha pubblicato a suo nome i CD Quartieri Spagnoli e Doppio Sogno Doppio.
Si è anche occupato del rapporto idiomatico tra musica e letteratura ed ha curato, in questa ottica, le musiche del CD accluso al libro di poesie Contrappunti in Utopia di Vittorio Russo, mentre per la rivista FA LA UT ha inciso Eliot's Gossip, ha collaborato con Roberto De Simone coordinando i testi e scrivendo la musica dello spettacolo L'incanto muore senza lutti (Bisceglie), ha curato e scritto musica per numerosi spettacoli in forma di lettura-concerto collaborando con molti poeti tra i quali Edoardo Sanguineti, Ronny Someck, Muhammad Hanza Jhanien.
Ha curato e introdotto l'antologìa musicale Parole e Musica dal sud Italiano (ed. Orsara Musica) ed ha partecipato agli interventi del libro James Senese "Je sto'cca" di Carmine Aymone.
Ha collaborato con Bruno Tommaso, Paolo Fresu, Mariapia De Vito, Giancarlo Schiaffini, Mario Schiano, Maurizio Giammarco, Gary Alston, Lea Costa, Bruce Foreman, Giulia Gibbons, James Naughton, John Oddo, John Russel, Charles Sidoun, Roger Turner, Dawn Zurlinden, Armancio Prada, Mike Applebaum, Dimos Dimitriadis, Eugenio Colombo, Jackie Byard, Bob Mintzer, Christian Escoudè, Marco Tamburini, Dario Deidda, Randy Weston, Alex Blake, Neil ClarkeFamoudou Don Moye, Silvia Schiavone, Joe Lovano.

## Attività extra jazzistiche
Durante un'intensa attività nell'ambito della musica di tradizione partenopea, iniziata nel 1979, ha suonato in numerose rassegne e manifestazioni esibendosi a Toronto, Montréal, Vienna e Berlino.
Ha partecipato a programmi della Rai televisiva (Domenica in, Cantagiro, Capodanno RAI 1) e radiofonica (Notturno italiano, Audiobox, Radio3 Suite) in veste di "esecutore, compositore e arrangiatore".
Ha scritto musica per opere teatrali e colonne sonore.
Ha partecipato come solista in vari contesti di musica leggera e pop partecipando alla tournée dei Soul Brothers Band di Enzo Avitabile suonando, in quella occasione nell'anfiteatro di Tunisi (1992).
Ha suonato al "Carrefour de la Mediterraneé" a Salonicco (1991) e nell'orchestra dello spettacolo "Le Réve de Kokò" all'auditorium Les Halles di Parigi e alla Reggia di Caserta eseguendo musiche di Paolo Di Sarcina (1993).
Sotto la direzione del maestro Renato Piemontese ha fatto parte dei solisti del gruppo *Media Aetas* per lo spettacolo Rosa del Ciel di Roberto De Simone (Palermo, 2000).
Ha suonato nell'orchestra dell'opera teatrale Eden Teatro di Raffaele Viviani nell'allestimento 2002-2003 di Roberto De Simone per la riapertura del Teatro Trianòn di Napoli.
Ha suonato e diretto per lo spettacolo teatrale "Luci, voci e volti dal faro" di Lucianna De Falco Archiviato il 29 gennaio 2012 in Internet Archive. nel Comune di Forio d'Ischia (2008). "Premio Speciale Opera IMAIE III edizione 2009."

## Attività e produzioni musicali con altri linguaggi

### Con il Gruppo di ricercaLinea d'Ombra
Ha partecipato al "Premio Diaristico Pieve S.Stefano" (Pieve Santo Stefano, AR 1998).
Ha suonato, composto ed allestito la rassegna poetico musicale "Il suono dei poeti" per il Caffè Letterario "Intra Moenia" di Napoli (1998-99).
Ha composto e eseguito le musiche per la lettura concerto "Suoni e Parole" da Giacomo Leopardi al Chiostro di S.Patrizia (Napoli 1999) al teatro "La Perla" (1999 Agnano, NA) all'auditorium "Sannino" (1999 Ponticelli (Napoli)) nell'anfiteatro de "La Valle dell'Orso" a chiusura delle celebrazioni leopardiane in Campania (Torre del Greco, NA 2000).
Con lo spettacolo "La sagra del 99" con E. Puntillo ha suonato a Villa Campolieto (Ercolano, 1999) e alla Certosa di Padula (Padula, 1999) e nella "Sala della Loggia" al Maschio Angioino per il Marzo Donna (NA 2000).
Ha scritto le musiche e suonato per lo spettacolo "L'Orologio Federico" con il quale si è conclusa la settimana di studi su Federico Fellini a villa Bruno con Mariano Bàino e Antonello Cossia (San Giorgio a Cremano, NA 1999).
All'arenile di Bagnoli ha suonato, composto e allestito la rassegna poetico-musicale "Armi Improprie" con Enzo Gragnaniello, Marcello Colasurdo, Renato Carpentieri e l'avv. Vincenzo Siniscalchi (1999).
Con il poeta M. Bàino ha partecipato agli incontri internazionali di poesia "Napoli Poesia" al Maschio Angioino (2000).
Per il "Parco Letterario Giordano Bruno" di Nola "Una poesia per Gerusalemme" interagendo musicalmente con i poeti Muhammad Hanza Jhanien, Ronny Someck, Fausta Squatriti introdotti da Roberto De Simone (2002).
Al teatro Garibaldi di Bisceglie: L'Incanto muore senza lutti - gossip per Luciano Berio con Roberto De Simone, Edoardo Sanguineti e Carmine Lubrano, musica ed elaborazione del testo a cura di Enzo Nini commissionata dal Festival dei popoli del Mediterraneo (2003).
Al Castel Nuovo di Napoli (Maschio Angioino): il 16 dicembre 2004, Video Show di Camillo Capolongo con Wanda Marasco. Il 23 dicembre 2004, Cangiullo e Campana con Tonino Taiuti.
Il 17 giugno 2004, Carmina Foemine con Wanda Marasco, Linda Santojanni e Monica Ventra.
Alla Galleria Morra di Napoli: Il 20 maggio 2004, presentazione di Sfinimondo di Nanni Balestrini con Raffaele Rizzo.

### Con l'AssociazioneAladin(Armonia - Lettere: Accademia degli Incerti)
- Voci Dissonanti - La Dispensa della Follia con Bruno Tommaso e Marcello Colasurdo (Roma 2001)
- Passaggio a Trieste con la scrittrice Fabrizia Ramondino e la psichiatra Assunta Signorelli (NA 2001)
- Global no-global - La Stanza sull'Acqua al Premio Elsa Morante (Bacoli, NA 2001)
- Fermenti al Circolo degli Artisti di Roma con Mimmo Napolitano e Patrizia Del Vasco (2001)
- I misteri della Napoli sotterranea e la Rivoluzione del 1799 al Teatro della Kulturbrauerei di Berlino (8 e 9 giugno 2002)
- Cantos desde Partenope e Neruda en el Corazon a Castel Sant'Elmo in occasione del 50º Premio Napoli (2004) - Con Patrizia del Vasco, Marcello Colasurdo, Maurizio Villa e la partecipazione del cantante madrileno Armancio Prada.
- L'Antro della Sibilla Cumana (Bacoli) per gli "Itinerari della Psiche" incontri dell'AIPA (Associazione Italiana di Psicologia Analitica) (2004) con Patrizia del Vasco, Marcello Colasurdo e le Tammorre Vesuviane.

## Discografia

### Propri lavori discografici
- Enzo Nini Rubber Band : "Quartieri Spagnoli"

Edizioni Musicali Officina 1990
Prodotto da Enzo Nini & Steps Multimedia
Demo: Ascolta 15 sec. di Lullaby For Paco 
- Enzo Nini Rubber Band :  “Doppio Sogno Doppio”

Edizioni Musicali Polosud Records 1997
Prodotto da Enzo Nini
Demo: Ascolta 15 sec. di Boccadimiele 
- Enzo Nini The Jazz Gossip :  “Otto JAZZ Club”

Edizioni Musicali Polosud Records 2009
Prodotto da Enzo Nini
Demo: Ascolta 15 sec. di Action 

### Collaborazioni discografiche con altri artisti
- Compagnia Musicale Paolo Di Sarcina: "Kammermuzak"

Edizioni Musicali Polosud Records 1996
Prodotto da Paolo Di Sarcina & Luciano Nini
Demo: Ascolta 15 sec. di Cose di Terracotta  
- Compagnia Musicale Paolo Di Sarcina: "Veleno"

Edizioni Musicali Polosud Records 2002
Prodotto da Paolo Di Sarcina & Elia Di Filippo
Demo: Ascolta 15 sec. di Slapstick  
- FA.LA.UT. Collection: "I Flautisti Jazz Italiani"

Edizioni Musicali Falaut 2002
Direzione Artistica: Salvatore Lombardi
- Balcanija : "Miracolo"

Edizioni Musicali Officina – Il Manifesto 2003
Prodotto da L. Di Fenza – Hoziè – Guarracino
Demo: Ascolta 15 sec. di Sta Me Ci Zivot  
- Orchestra JAM – Orchestra Jazz a Majella: "Lettere da Orsara"

Edizioni Musicali Polosud Records 2003
Prodotto da JAM diretta da Bruno Tommaso
Demo: Ascolta 15 sec. di Immigrati  
- Orchestra JAM – Orchestra Jazz a Majella: "Specula & Gemini"

Edizioni Musicali SuonidelSud & RAI Trade 2004
Prodotto da JAM diretta da Bruno Tommaso
Egea Distribution
Demo: Ascolta 15 sec. di Corale Veni redemptor gentium  
- A.L.A.D.IN.: "Contrappunti in Utopia"

Poesie in Musica di Vittorio Russo – Libro e CD
Pironti Editore 2005
Prodotto da ALADIN – Musiche Originali di Enzo Nini
Demo: Ascolta 15 secondi di Contrappunti in Utopia  
- A.L.A.D.IN.: "AIKO"

Prodotto da: Materiali Sonori Associated - Roma 2006
Promosso da Assessorato Politiche Sociali e Promozione della Salute Comune di Roma
Enzo Nini-Mimmo Napolitano-Patrizia Del Vasco
Demo: Ascolta 15 secondi di Neo Mèlos  
- Enzo Nini & Enza Di Blasio: "ROSA NAPOLETANO"

Prodotto da: Boom Record TAM TAM di Renato Salvetti - Napoli 2007
Promosso da Provincia e Comune di Napoi, Ministero del Lavoro, Assessorato Turismo Grandi Eventi
Enzo Nini-Enza Di Blasio-Ernesto Nobili-Federico Odling
Demo: Ascolta 15 secondi di L'Estremo  
- Enzo Nini Rubber Band: "No More Rainy Days"

Prodotto da: Claudia Gualdieri e Ninni Pascale Polosud Records MFL Comunicazione - Napoli 2009
in OMAGGIO al grande Musicista (Paolo Di Sarcina)
Demo: Ascolta 15 secondi di Via Del Norte